# Charles Hall Dillon

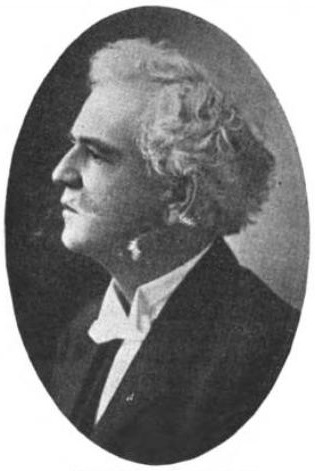
Charles Hall Dillon (1915)

Charles Hall Dillon (* 18. Dezember 1853 bei Jasper, Indiana; † 15. September 1929 in Vermillion, South Dakota) war ein US-amerikanischer Politiker. Zwischen 1913 und 1919 vertrat er den ersten Wahlbezirk des Bundesstaates South Dakota im US-Repräsentantenhaus.

## Frühe Jahre
Charles Dillon besuchte die öffentlichen Schulen seiner Heimat. Danach studierte er an der Indiana University unter anderem Jura. Nach seiner 1876 erfolgten Zulassung als Rechtsanwalt begann er in Jasper in seinem neuen Beruf zu arbeiten. Über eine Zwischenstation in Marion (Iowa) gelangte er im Jahr 1882 in das Dakota-Territorium. Dort ließ er sich zunächst in Mitchell und ab 1894 in Yankton als Rechtsanwalt nieder.

## Politischer Aufstieg
Charles Dillon wurde Mitglied der Republikanischen Partei, deren National Conventions er in den Jahren 1900 und 1908 als Delegierter besuchte. Von 1903 bis 1911 gehörte er dem Senat von South Dakota an. Bei den Kongresswahlen des Jahres 1912 wurde Charles Dillon als Kandidat des ersten Wahlbezirks von South Dakota in das US-Repräsentantenhaus gewählt. Dort löste er am 4. März 1913 Charles H. Burke ab. Nachdem er in den Wahlen der Jahre 1914 und 1916 jeweils in seinem Amt bestätigt wurde, konnte er sein Mandat im Kongress bis zum 3. März 1919 ausüben. 1918 verzichtete er auf eine erneute Kandidatur.

## Weiterer Lebenslauf
Nach dem Ende seiner Dienstzeit in der Bundeshauptstadt Washington, D.C. arbeitete Dillon wieder als Rechtsanwalt in Yankton. 1922 zog er nach Vermillion. In diesem Jahr wurde er zum Richter am Obersten Gerichtshof seines Staates ernannt. Dieses Amt übte er bis zu seinem Rücktritt am 15. November 1926 aus. Im Jahr 1924 hatte er sich erfolglos um die Nominierung seiner Partei für den US-Senat beworben. Seit 1926 lebte Charles Dillon im Ruhestand. Er starb 1929 in Vermillion und wurde in Yankton beigesetzt.